# Montaverner
Montaverner, en valencien et officiellement, (Montaberner en castillan), est une commune de la province de Valence, dans la Communauté valencienne, en Espagne. Elle est située dans la comarque de la Vall d'Albaida et dans la zone à prédominance linguistique valencienne.

## Géographie

Localisation de Montaverner
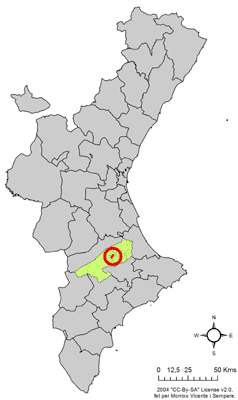
dans la Communauté valencienne.
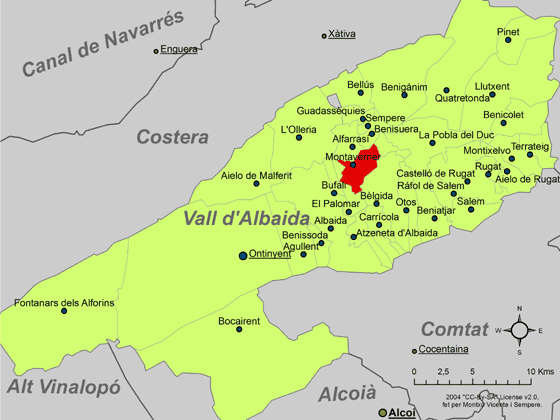
dans la comarque de la Vall d'Albaida.

### Sources
- (es) Varaciones de los municipios de España desde 1842, Ministerio de administraciones públicas, octobre 2008, 364 p. (lire en ligne) [PDF]